# I. Juput
I. Juput az ókori egyiptomi XXIII. dinasztia egyik uralkodója volt; társuralkodó apja, I. Pedubaszt mellett.
Nem tudni pontosan, mikor volt hatalmon; uralkodása i. e. 815 körül vagy apja uralkodásának utolsó éveiben kezdődhetett. Legmagasabb ismert uralkodási éve a 12. év, ezt a karnaki Honszu-templom tetejébe vésve találták meg. Kilencedik uralkodási évét szintén említik ezen a tetőn; a két felirat 244-es és 245A-B graffito néven ismert.

## Fordítás
- Ez a szócikk részben vagy egészben  az   Iuput I című angol Wikipédia-szócikk ezen változatának fordításán alapul.  Az eredeti cikk szerkesztőit annak laptörténete sorolja fel. Ez a jelzés csupán a megfogalmazás eredetét és a szerzői jogokat jelzi, nem szolgál a cikkben szereplő információk forrásmegjelöléseként.